# Monnetay
Monnetay település Franciaországban, Jura megyében. Lakosainak száma 16 fő (2022. január 1.). Monnetay Marigna-sur-Valouse, Montrevel, Gigny, Nancuise és Val Suran községekkel határos.

## Népesség
A település népességének változása:
| Lakosok száma | 25   | 22   | 19   | 13   | 18   | 14   | 14   | 15   | 16   | 16   |
|               | 1968 | 1982 | 1990 | 2006 | 2013 | 2015 | 2017 | 2019 | 2020 | 2022 |